# Franky Mestdagh
Franky Mestdagh (Beernem, 1 november 1956) is een Belgisch voormalig doelman van Cercle Brugge (1984-1991).
In het seizoen 1984-1985 won Mestdagh de beker van België met Cercle Brugge. Mestdagh begon zijn voetballoopbaan in de jeugd van SV Oostkamp. Na zijn carrière bij Cercle Brugge speelde Mestdagh nog voor Aalter, Ingelmunster, Zeebrugge en Oostkamp, waar hij ook zijn trainerscarrière startte.